# AB (work-in-progress)
 For alternative betydninger, se AB. (Se også artikler, som begynder med AB)
AB (work-in-progress) er en dokumentarfilm fra 2013 instrueret af Andreas Koefoed og Ivan Fund efter manuskript af Ivan Fund, Andreas Koefoed og Santiago Llosa.

## Handling
En sanselig og filosofisk film i to dele om venskab og afsked - delvist i 3D!. Ja, den tredje dimension kan faktisk bruges til andet end eksplosioner og rumskibe. Som for eksempel blot at være til stede i en situation eller et øjeblik, imens sommersolen går ned over byen og en enkelt stemme bekender sin tvivl og sine drømme til os. Det er 'AB', der er optaget over tre dage i en mindre by et sted i Argentina. Her bor Arita og Belencha, to unge piger og nære veninder, der er som søskende for hinanden. De fleste af deres venner er flyttet til Buenos Aires, men selvom kæresten hiver i én kræver det mod (og penge på lommen) at tage afsked med hinanden og det sted, man er vokset op.